# Friedlieb Ferdinand Runge
Friedlieb Ferdinand Runge (8. února 1794 – 25. března 1867) byl německý analytický chemik. Runge popsal schopnost výtažku rulíku rozšířit zorničky oka, objevil a extrahoval kofein a objevil první anilinovou barvu (modř).

## Život
Friedlieb Ferdinand Runge se narodil poblíž Hamburku. Od mládí prováděl chemické experimenty, během kterých náhodou objevil schopnost šťáv rulíku zlomocného rozšiřovat zorničky oka.
V roce 1819 ukázal své objevy Goetheovi, který ho vybídl, aby analyzoval kávu. O několik měsíců později Runge identifikoval kofein.
Runge studoval chemii v Jeně a v Berlíně, kde získal doktorát. Tři roky cestoval po Evropě, pak vyučoval chemii na vratislavské univerzitě až do roku 1831. Od té doby až do roku 1852 pracoval pro chemickou firmu, ale byl propuštěn a zemřel v chudobě o patnáct let později v Oranienburgu.
Jeho chemické objevy zahrnují purinovou chemii, identifikaci kofeinu, objev prvního anilinového barviva (anilinová modř) a dalších látek pocházejících z uhelného dehtu, papírové chromatografie, pyrrolu, chinolinu, fenolu, thymolu a atropinu.
Jako první zaznamenal v roce 1855 fenomén „Liesegangových kroužků“. Ty pozoroval v průběhu srážení reagencí na savém papíře.